# إدموند فيتون براون
إدموند فيتون-براون (بالإنجليزية: Edmund Fitton-Brown) (من مواليد 5 أكتوبر 1962) دبلوماسي بريطاني يعمل حاليا كمنسق فريق الدعم التحليلي ومراقبة العقوبات التابع للأمم المتحدة. شغل منصب سفير المملكة المتحدة في اليمن من 2015 وحتى2017.
| سبقه جين ماريوت | سفير المملكة المتحدة لدى اليمن 2015– 2017 | تبعه سايمون شيركليف |